# Türelmi zóna
A türelmi zóna a nyugati nagyvárosok vörös lámpás negyedeinek magyarországi megfelelője. A türelmi zónák területén a hatóságok tolerálják a nyilvános prostitúciót.

## A zónák története
Bár Magyarországon az 1990-es rendszerváltást megelőzően is jelen volt a prostitúció, de az azt űzőkre kirótt büntetések miatt a jelenség nem öltött tömeges és nyilvános formát. A rendszerváltás után a prostitúció aktív üldözése megszűnt, ezzel egy időben az örömlányok tömegesen jelentek meg a nagyvárosok egyes alacsony presztízsű lakóterületein, illetve a forgalmasabb városi bevezető utak mellett. A prostitúció megtelepedése számos társadalmi konfliktust eredményezett: a környékbeli lakóingatlanok leértékelődtek, megszaporodtak az apróbb bűncselekmények. Különösen kiéleződtek a konfliktusok ott, ahol a prostituáltak temetők, templomok illetve oktatási intézmények közvetlen környezetében jelentek meg.
(Budapesten, a szervezett bűnözéssel összefonódva, különösen a VIII. kerület „gengszterkerület” korszakában virágzott, elsősorban a hírhedt Rákóczi téren és környékén. Ott ennek a kerületi kamerás térfigyelő rendszer 1999-ben elkezdődött kiépítése vetett véget.)
Az Első Orbán-kormány 1999-ben tette meg az első lépéseket abba az irányba, hogy területi korlátok közé szorítsa a közterületeken zajló prostitúciót. A türelmi zónák létrehozásáról szóló cikkelyeket a szervezett bűnözéshez kapcsolódó jelenségek elleni fellépést kimondó törvény részeként a belügyminiszter indítványára alkotta meg az Országgyűlés.
Az 50 ezer fő feletti lakosságú települések önkormányzatai a hatályba lépett törvény ellenére azonban nem siettették a türelmi zónák igény esetén történő létrehozását. A döntéshozók tartottak attól, hogy a zóna kijelölése a környező településeken dolgozó örömlányokat is arra ösztönzi, hogy működésük színterét a zóna területére tegyék át, így a kijelölt zóna a térségi prostitúció és az azzal együtt járó szociális konfliktusok gyűjtőhelyévé válik. Tartottak attól is, hogy az esetleg külterületeken létrehozott zónákban legális vállalkozóként dolgozó örömlányok egy idő után a terület fenntartásának, infrastruktúrával történő ellátásának igényével lépnek majd fel, ám az önkormányzatnak ezek finanszírozására nem lesz pénze. A törvény életbe lépése után először Mogyoród önkormányzata – magánterületen – hozott létre ideiglenes jellegű türelmi zónát a 2000-es augusztusi Formula–1-es autóverseny idejére. A mogyoródi zóna folyamatosan támadások célpontja volt, a körülötte folyó harc miatt nem is hirdették meg minden évben. Több magyarországi településen is fölmerült zóna létesítésének lehetősége, ám ezek a törekvések a lakosság vagy a döntéshozók ellenállása miatt sikertelenek voltak. A törvény megalkotása után több mint egy évtizednek kellett eltelnie ahhoz, hogy Tiszavasváriban létrejöjjön ez első állandó türelmi zóna. A tiszavasvári megszűnt, a miskolci pedig a közelmúltban nyitott újra.
(A fővárosban – a 2003–2009 között létezett XV. kerületi Felsőkerti útit kivéve – máshol eddig nem jelöltek ki hivatalosan türelmi zónát. A kliensek körében szóbeszéd útján terjedő Kamaraerdei úti, Terebesi utcai, Szabadkai úti és Dunakeszi úti helyszíneken feketén dolgoztak a prostitúcióból élő nők.)
Az internet szolgáltatások ezredforduló óta tartó terjedése következtében a szexipar korábban közterületen végzett formája jelentős részben a világhálóra költözött át.

## A zónák kijelölésének kritériumai
Türelmi zónákat az illetékes önkormányzat hozhat létre állandó vagy ideiglenes jelleggel. A zónák létesítéséről rendelkező törvény igen szigorúan jelöli ki azokat a védett intézményeket, amelyek 300 méteres körzetében az önkormányzat csak kivételes esetben jelölhet ki területet a prostituáltak számára. A védett területek közzé tartoznak az oktatási, szociális, diplomáciai, kegyeleti és vallási rendeltetésű létesítmények, illetve ezeknek 300 méteres körzete. A törvényhozók megtiltották, hogy iskoláknak és kórházaknak otthont adó utcákat türelmi zónának jelöljenek ki. A szigorú rendelkezések következtében a magyar települések belterületén csak nagyon kevés olyan terület van, amely nem tartozik valamely védett létesítmény 300 méteres körzetébe.
A törvény külterületen is szabályozza a türelmi zónák létrehozását. Tilos türelmi zónát létrehozni főutak és autópályák 100 méteres körzetében, a katonai létesítmények környezetében, illetve közutak területén.